# Mauna ardescens
Mauna ardescens är en fjärilsart som beskrevs av Louis Beethoven Prout 1916. Mauna ardescens ingår i släktet Mauna och familjen mätare. Inga underarter finns listade i Catalogue of Life.